# Грошев, Леонид Петрович
Леонид Петрович Грошев (6 августа 1914 года — 29 марта 1986 года) — военный лётчик, заместитель штурмана 20-го гвардейского бомбардировочного авиационного полка (13-я гвардейская бомбардировочная авиационная дивизия, 2-й гвардейский бомбардировочный авиационный корпус, 18-я воздушная армия), гвардии капитан, Герой Советского Союза.

## Биография
Родился 6 августа 1914 года в поселке Алексеевка (ныне — Хвалынского района Саратовской области). После окончания неполной средней школы работал грузчиком, кочегаром. В 1936 году окончил Куйбышевский речной техникум, ходил по Волге на пароходе «Альтфатер» Волжского объединённого речного пароходства, помощником механика.
В РККА с 1936 года. В 1937 году закончил 3-ю военную школу лётчиков, г. Оренбург, по специальности «стрелок-бомбардир». В 1941 году окончил обучение в Московской Краснознамённой школе связи.
Участник Великой Отечественной войны с августа 1941 года.
К маю 1945 года гвардии капитан Грошев совершил 226 боевых вылетов на разведку и бомбардировку военно-промышленных объектов в тылу противника, нанеся большой урон противнику. Участвовал в бомбардировках военных объектов Кенигсберга, Тильзита, Констанцы, Галаца, Дебрецена, Люблина, Будапешта, Хельсинки, Данцига, Бреслау, Лодзи, Штеттина и Берлина.
Указом Президиума Верховного Совета СССР от 18 августа 1945 года за образцовое выполнение боевых заданий командования на фронте борьбы с немецко-фашистскими захватчиками и проявленные при этом мужество и героизм, гвардии капитану Грошеву Леониду Петровичу присвоено звание Героя Советского Союза с вручением ордена Ленина и медали «Золотая Звезда» (№ 9078).
С 1946 года Грошев Л. П. — капитан запаса. Жил в городе Аткарске. Работал старшим инспектором районного производственного управления сельского хозяйства.
Скончался Леонид Петрович 29 марта 1986 года. Похоронен в городе Аткарске.

## Память
- Именем Героя назван буксир-толкач, «Герой Л. П. Грошев», на линии Москва—Астрахань, р. Волга.
- Мемориальная доска в память о Грошеве установлена Российским военно-историческим обществом на здании Алексеевской средней школы, где он учился.

## Награды
- Золотая звезда Героя Советского Союза
- Два ордена Ленина.
- Два ордена Красного Знамени.
- Орден Отечественной войны I степени.
- Медали, в том числе:
  - медаль «За оборону Ленинграда»;
  - Медаль «За оборону Сталинграда»;
  - медаль «За взятие Берлина»;
  - медаль «За взятие Будапешта»;
  - медаль «За победу над Германией в Великой Отечественной войне 1941—1945 гг.»;
  - юбилейная медаль «Двадцать лет Победы в Великой Отечественной войне 1941—1945 гг.»;
  - юбилейная медаль «Тридцать лет Победы в Великой Отечественной войне 1941—1945 гг.»;
  - юбилейная медаль «Сорок лет Победы в Великой Отечественной войне 1941—1945 гг.».